# (Feels Like) Heaven
(Feels Like) Heaven, conosciuto anche come Feels Like Heaven, è un singolo del gruppo musicale britannico Fiction Factory, pubblicato il 31 dicembre 1983 come secondo estratto dal primo album in studio Throw the Warped Wheel Out.
La canzone parla della rottura di un rapporto sentimentale, il protagonista maschile viene lasciato, sebbene alla compagna abbia dato tutto quello che poteva. Il titolo della canzone ha riferimenti ironici ma anche liberatori.
Il brano Feels Like Heaven contenuto nell'album Dedicated to Bobby Jameson di Ariel Pink è ispirato alla canzone dei Fiction Factory.

## Successo commerciale
Il singolo fu un successo enorme in tutta Europa e scalò le classifiche di quasi tutti i paesi dell'Unione europea.